# Kanton Sotteville-lès-Rouen-Est
Kanton Sotteville-lès-Rouen-Est (fr. Canton de Sotteville-lès-Rouen-Est) je francouzský kanton v departementu Seine-Maritime v regionu Horní Normandie. Skládá se z východní části obce Sotteville-lès-Rouen a části obce Saint-Étienne-du-Rouvray.